# Альфред Деоданк
Альфред Деоданк, тобто Едм Алексіс Альфред Деоданк (фр. Alfred Dehodencq; 23 квітня 1821 — 2 січня 1882) — відомий французький художник, портретист, прихильник побутового жанру і орієнталізму.

## Ранні роки
Майбутній художник народився в Парижі. Батьки — П'єр Алексіс Деоданк та Еме Фелісіте Дуток. Художню майстерність опановував у Національній вищий школі красних мистецтв. Навчанням початківця керував Леон Коньє, непоганий портретист і прихильник пізнього класицизму. Йомовірно, що цікавість до історичного живопису заронив у свідомість Деоданка саме Леон Коньє (1794–1880). Серед ранніх картин Деоданка на історичну тематику — «Арешт убивці Марата Шарлоти Корде», «Данте». Звертатиметься до історичних подій Деоданк і пізніше. Звертався він і до біблійних тем («Свята Цецилія», «Катування Св. Себастьяна», «Покладання Христа в труну»).

## Панівні події періоду
Його навчання та формування художньої свідомості припало на роки зламу колишніх, застарілих авторитетів і зміцнення авторитетів митців, призабутих на 200–400 років, не обов'язково французів. Париж разом із Лондоном і Берліном став одним з майданів відродження зацікавленості в культурі доренессансних і післябарокових епох в мистецтві. Авторитетному мистецтву італійського відродження та бароко прийшлося поступитися призабутим мистецьким скарбам інших країн і навіть континентів. Для культурного осередку західноєвропейців наново відкрились скарби мистецтва майстрів романики і готики, стародавньї Франції, Німеччини, країн мусульманського сходу, сусідньої Іспанії. В Парижі жваво зацікавилися картинами митців Іспанії, а на аукціонах Парижа швидко розпродають картини і портрети роботи Дієго Веласкеса, Франсіско де Сурбарана, Хосе де Рібера, а не тільки добре знаного тут Бартоломе Естебана Мурільо. З приватних збірок картини і портрети іспанських майстрів швидко переходять до збірок Лувра і починають активно впливати на свідомість митців Франції, розглядаються як нове і свіже слово в живопису. Художники Франції вивчають мистецькі знахідки майстрів Іспанії і використовують їх у власних творах. Серед захоплених мистецтвом Іспанії майстрів — французи Едуар Мане та Альфред Деоданк.
Його дебют датують 1844 роком, коли він взяв участь в паризькому салоні зі своїми ранніми картинами. А в 1846 році він вже отримав свою третю медаль за портрет та картину «Св. Себастьян».

## Захоплення Іспанією
На відміну від більшості посередніх французьких митців, що погналися лише за модними іспанськими темами, Альфред Деоданк по справжньому вжився в культуру сусідньої країни. Після драматичних подій революції 1848 року в Франції Деоданк покинув батьківщину і перебрався у Іспанію. В Мадриді він вивчав старовинний живопис іспанців і кращі з картин Дієго Веласкеса. Перебуванню у Іспанії сприяв герцог Монпансьє, для котрого художник виконав декілька картин, серед них і портрет його трьох доньок. Згодом Деоданк перебрався на працю у іспанське місто Севілья. Іспанія того часу перебувала в політичній стагнації і зберігала в побуті чимало середньовічних традицій, серед котрих могутні впливи культури маврів. Ця суміш культур самих іспанців, місцевих маврів, євреїв і циган, така відмінна від дрібнобуржуазної культури французів була потрясінням для Деоданка. Він вивчає не тільки культурне надбання іспанців, а й їх історію. На цьому грунті і виникла картина «Прощання еміра Боабділя з Гранадою». Боабділь — останній емір Гранади і ворог іспанських королів періоду останніх років реконкісти. Самі іспанці неохоче згадували цю тему, хіба що з міркувань закінчення відвоювання Піренеїв від маврів. Деоданк подав Боабділя (насправді він Абу Абд Аллах Мухаммад) як нового романтичного героя, що страждає від військової поразки і гірко зітхає від втрати Гранади, котру бачить востаннє в житті.
Деоданк не тільки захопився Іспаніїю та її культурою і побутом, від поріднився з нею. В місті Кадіс він узяв шлюб з іспанкою Марією Амалією Кальдерон, де й оселився. Лише 1863 року він повернеться у Париж. Безжальна французька столиця вже жила іншими новинами і новими мистецькими авторитетами. Серед новомодних митців — натовп другорядних художників орієнталістів, що хижо експлуатують арабські, аржирські, турецькі теми. В цьому натовпі виділяються картини хіба що Ежена Делакруа та небагатьох інших. Деоданка і його картини мінлива паризька мода відсунула на деякий період у тінь. Але його талант ще виблисне і саме в арабських темах.

## Захоплення Марокко

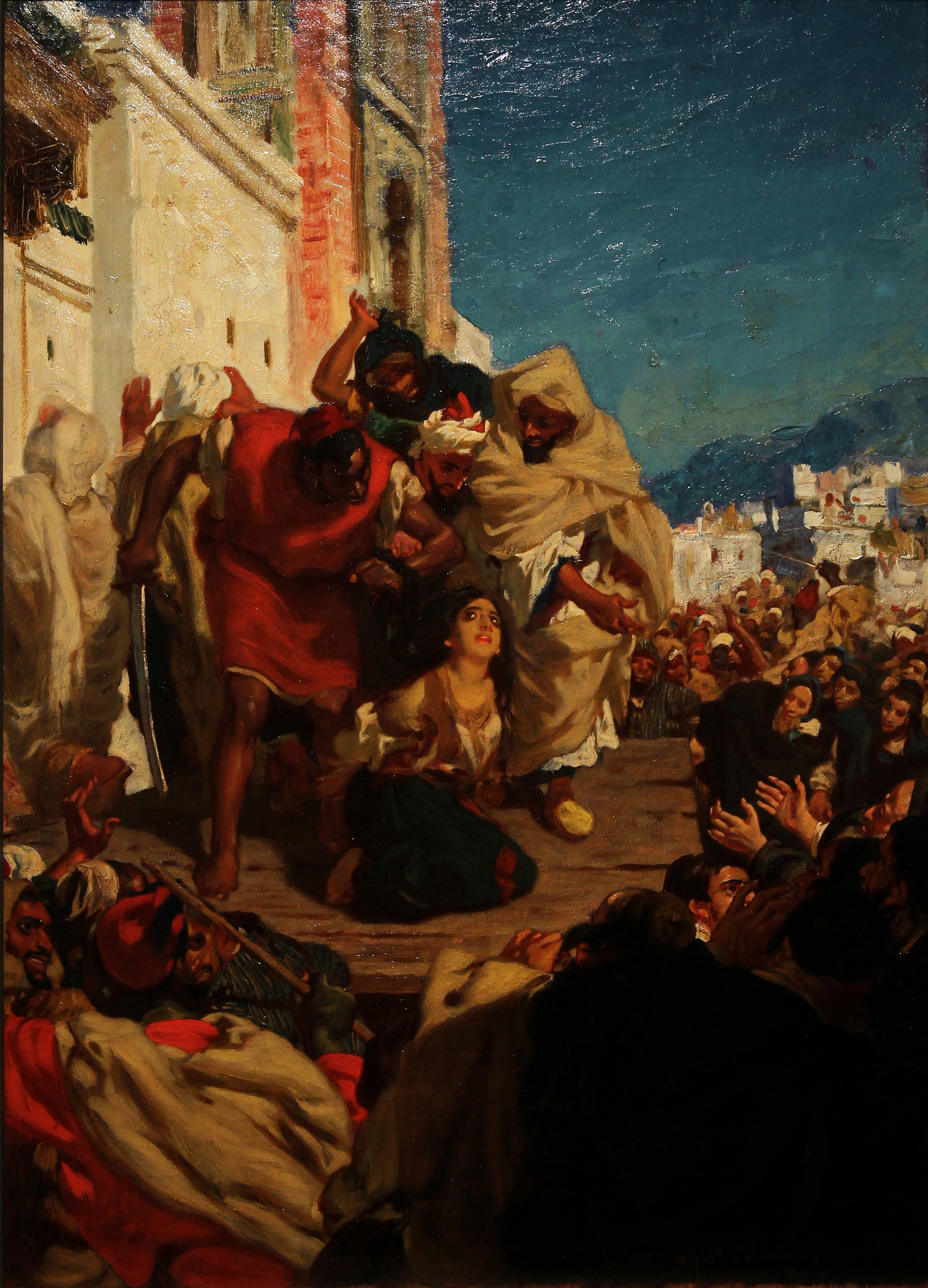
Альфред Деоданк. Убивство марокканської єврейки.

1853 року він прибув у Марокко. Країна захопила митця Франції, як захоплювала його нещодавно Іспанія. В Марокко його дивували і субтропічне освітлення, і його дикунські кольори, його мешканці і їх цілком середньовічні традиції, він казав, що божеволіє від Марокко. В Марокко художник мав покровительство консула Франції, що надало можливість захисту від можливих несподіванок для західноєвропейця в мусульманському оточенні. Перебування в Марокко розтяглося на десять років і він залюбки попрацював на місцеві теми («Марокканський бард перед глядачами», «Два марокканські малюки», «Хадж або відвідини святих місць мусульман»). До арабських жінок його, звісно, не допускали. Тому більшість тем Деоданка зосереджена навколо марокканських євреїв, їх побуту, екзотичних для француза затканих золотом суконь, кричущо розкішних прикрас і диких міжнаціональних подій, настояних на насиллі. Саме тут народився сюжет картини «Убивство марокканської єврейки» (1860 р.), котру міщани Парижа оголосили найбільш відомою картиною художника. Саме цю картину напівбожевільний натовп французької столиці і знищить при огляді в його паризькій майстерні.

## Останні роки творчості
1863 року він повернувся з дружиною та трьома дітьми у Париж. Його картинна тематика потроху відійшла від екзотичних тем і найбільш цікавими стають його портрети дітей. Це людяні і теплі твори, що надихатимуть пізніше французьких художників Едуара Мане і П'єра Огюста Ренуара.

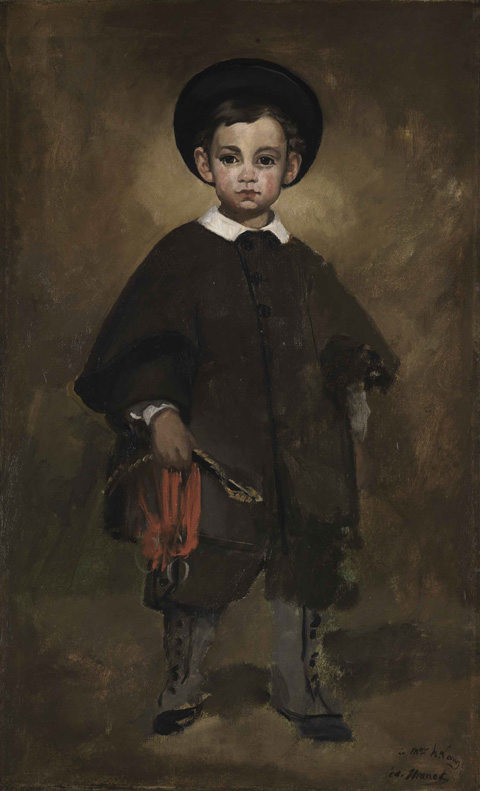
Едуар Мане. Портрет дитини.
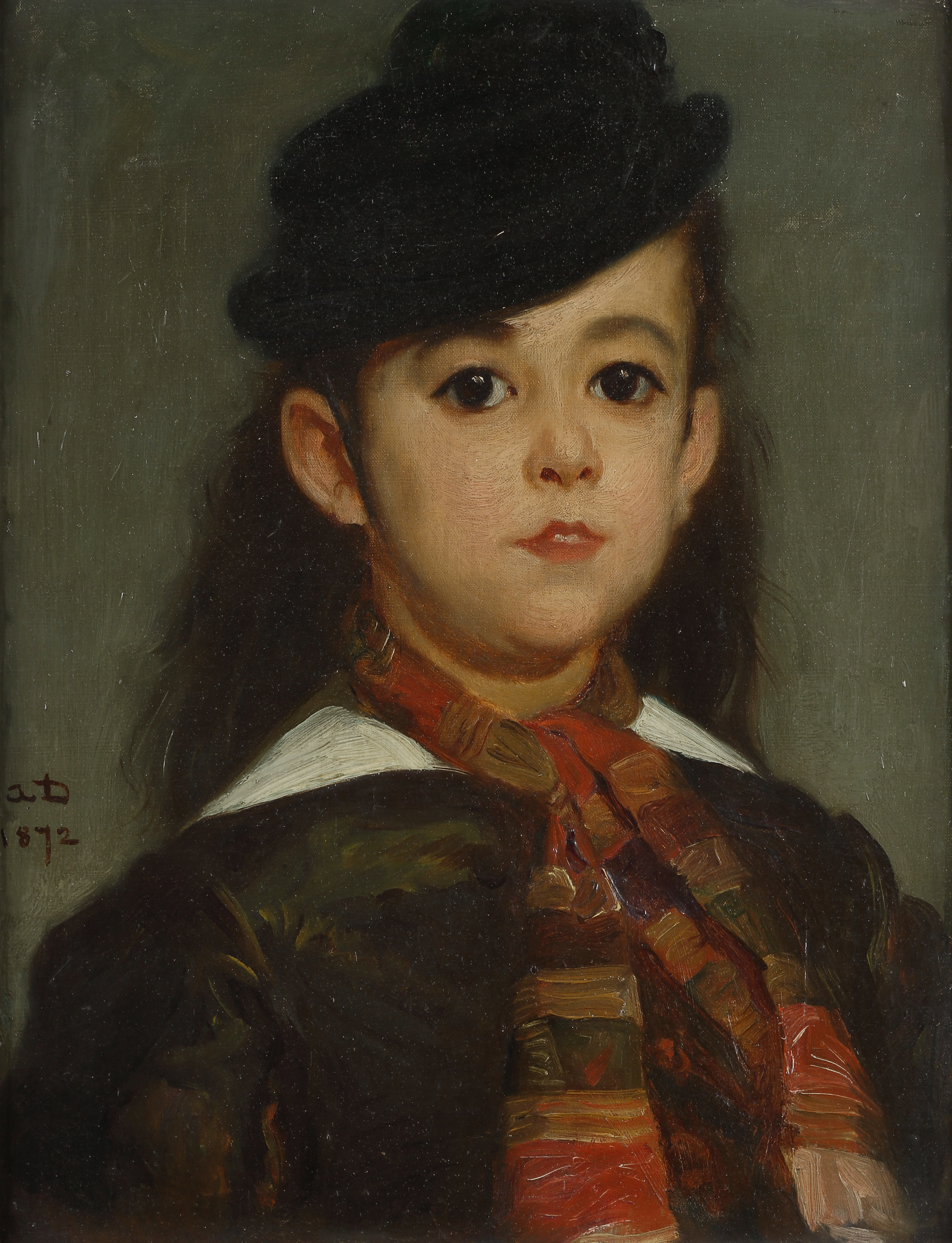
Альфред Деоданк. Портрет доньки Марі.

## Смерть в Парижі
1882 року Альфред Деоданк покінчив життя самогубством. Поховання відбулося на цвинтарі Монпарнас. Надгробком художнику стало погруддя, створене його рано померлим сином-скульптором Едмоном Деоданком.

## Вибрані твори
- Св. Цецилія
- Арешт убивці Марата Шарлоти Корде, 1853 р. Музей французької революції, замок Візіль, Франція
- В паризькому кафе
- Майстерня худрожника з копіями скульптур Мікеланджело Буонарротті
- Два брати готують уроки, 1853 р.
- Чернечій хресний хід по вулиці Генуї
- Парижани в Люксембурзькому саду, 1871 р.
- Французькі науковці в експедиції Наполеона вивчають пам'ятки Стародавнього Єгипту
- Іспанець з гітарою
- Корида в Ескоріалі
- Циганки танцюють в саду королівського Алькасара
- Ринок в Іспанії, після 1842 р. Палац Кенсінгтон, Велика Британія.
- «Катування Св. Себастьяна»
- Араби-вершники крокують мостом
- Хадж або відвідини святих місць мусульман
- Марокканський бард у внутрішньому дворику оселі
- Марокканський бард перед глядачами
- Єврейське свято в марокканському місті Тетуан
- Танок арабомовних негрів-мусульман у місті Танжер
- Єврейська наречена в Марокко, Музей витончених мистецтв у Реймсі, Франція
- Прощання еміра Боабділя з Гранадою, близько 1860 р., Музей д'Орсе
- Цигани, 1860 р. Музей д'Орсе, Париж.
- Портрет дружини
- Портрет іспанки з віялом
- Портрет князя Піскічеллі
- Портрет Теодора де Банвіля, 1868 р., французький поет, драматург, критик, письменник
- Єврейське свято в місті Танжер
- Убивство марокканської єврейки
- Автопортрет, 1870 р. Гай (музей мистецтва), Атланта, штат Джорджія, США
- Портрет сина Едмона Деоданка, 1872 р., Музей д'Орсе

## Галерея творів

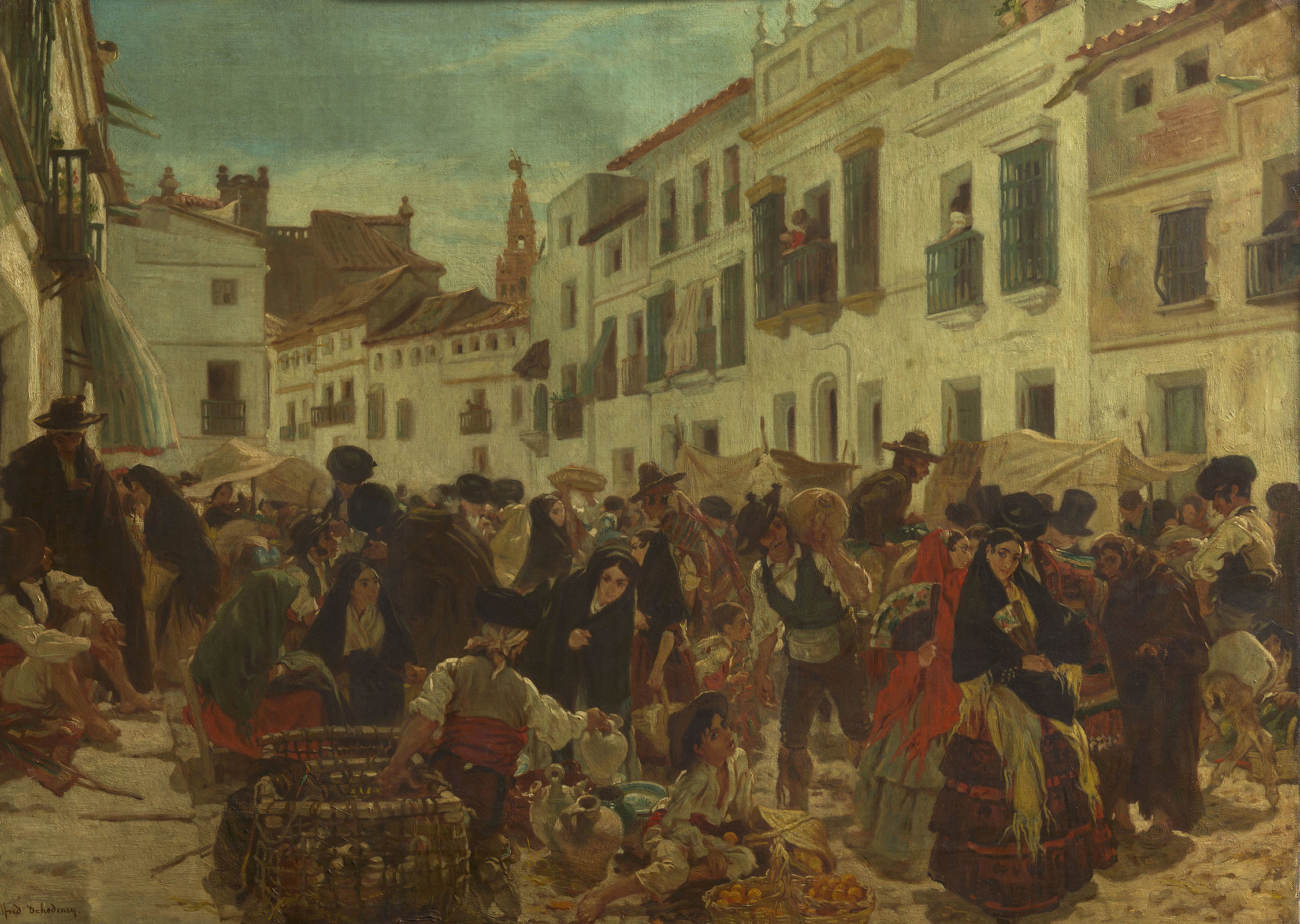
Альфред Деоданк. Ринок в Іспанії, після 1842 р. Палац Кенсінгтон, Велика Британія.

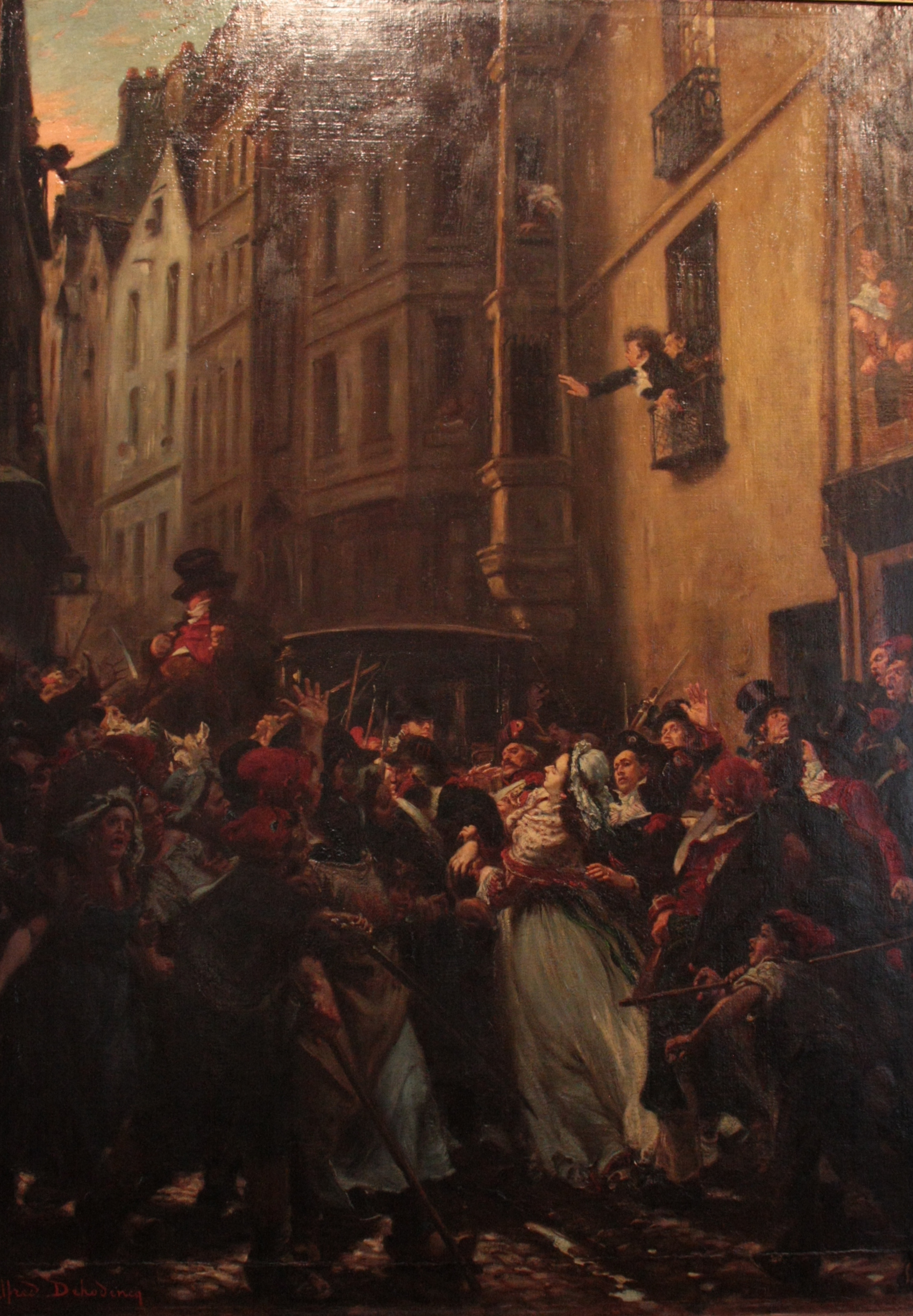
Альфред Деоданк. Арешт убивці Марата Шарлоти Корде, 1853 р. Музей французької революції, замок Візіль, Франція
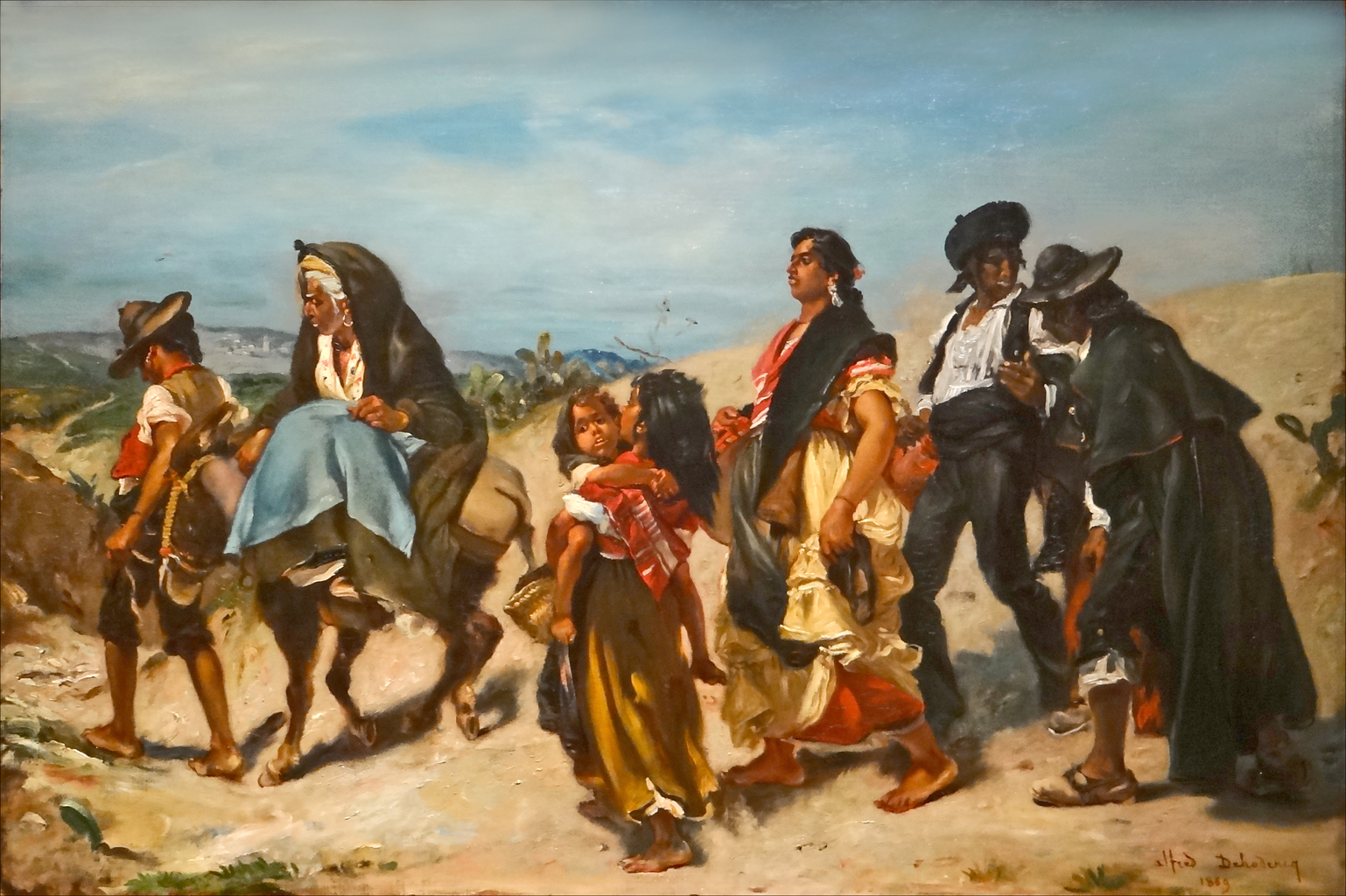
Альфред Деоданк.  Цигани, 1860 р. Музей д'Орсе, Париж.
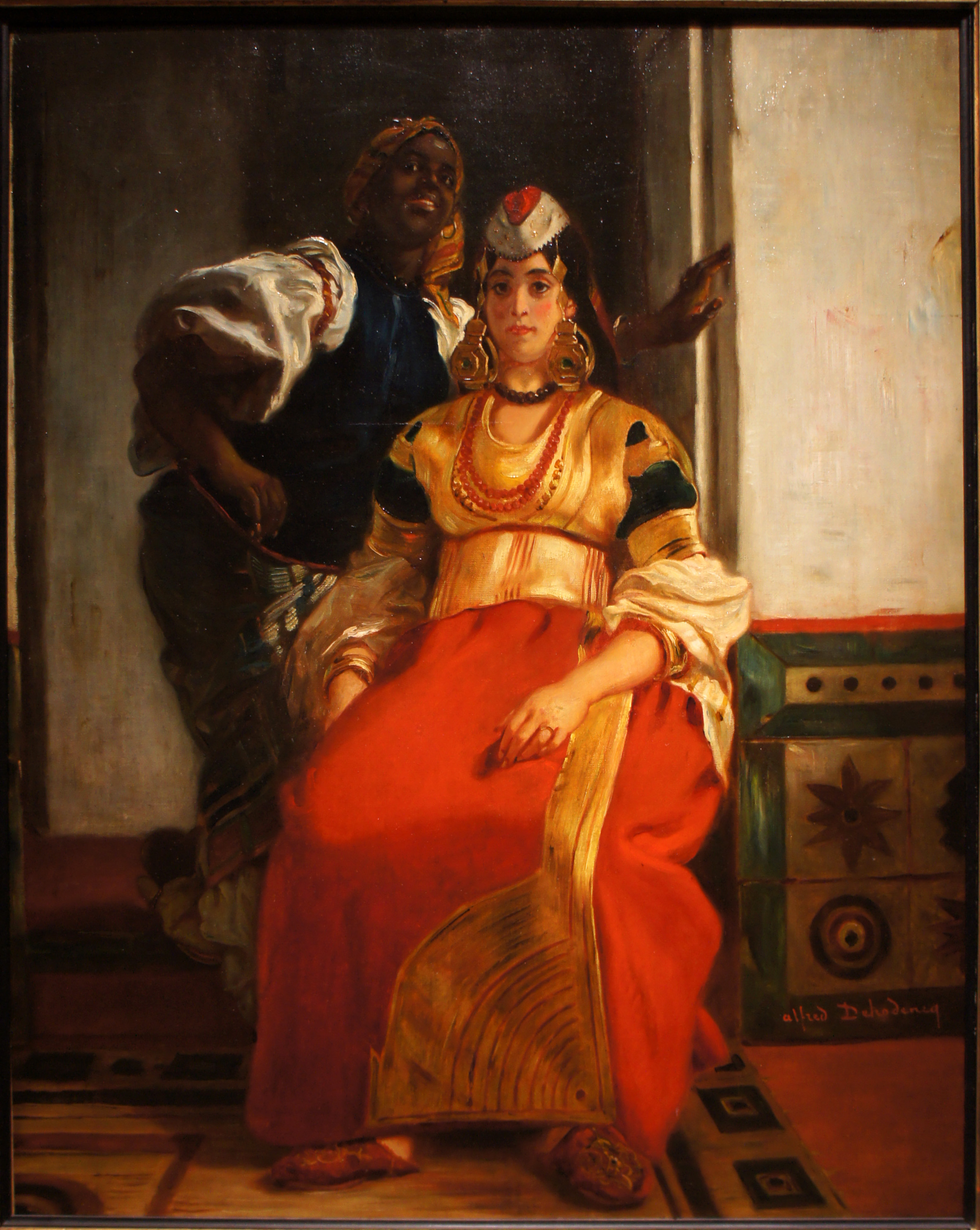
Альфред Деоданк, Музей витончених мистецтв у Реймсі, Франція
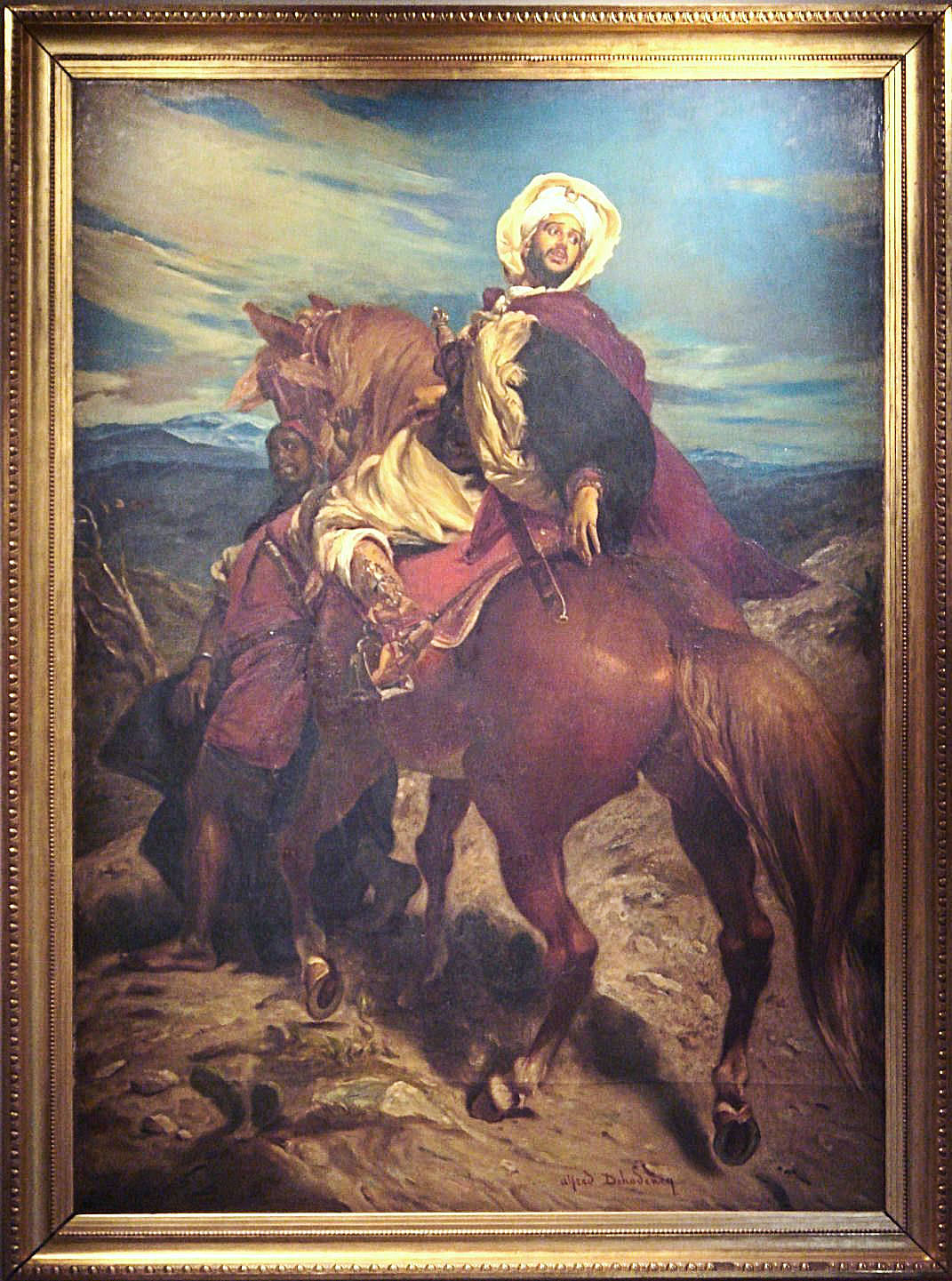
Альфред Деоданк. Прощання короля Боабділя з Гранадою, близько 1860 р., Музей д'Орсе
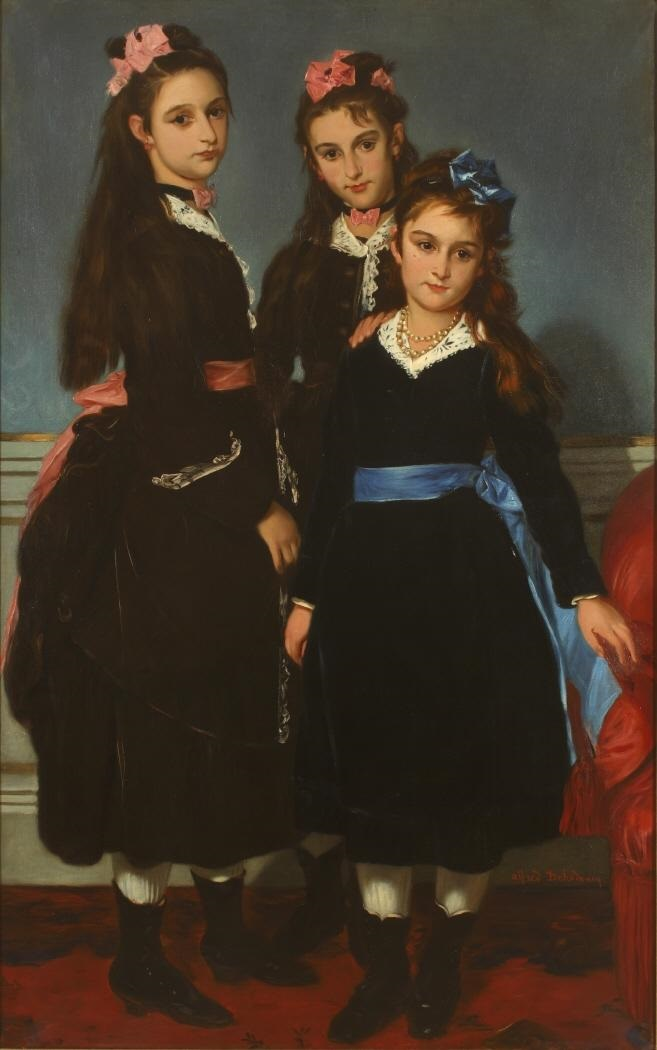
Альфред Деоданк. Три доньки маркіза Монпансьє. Музей романтизму, Мадрид.
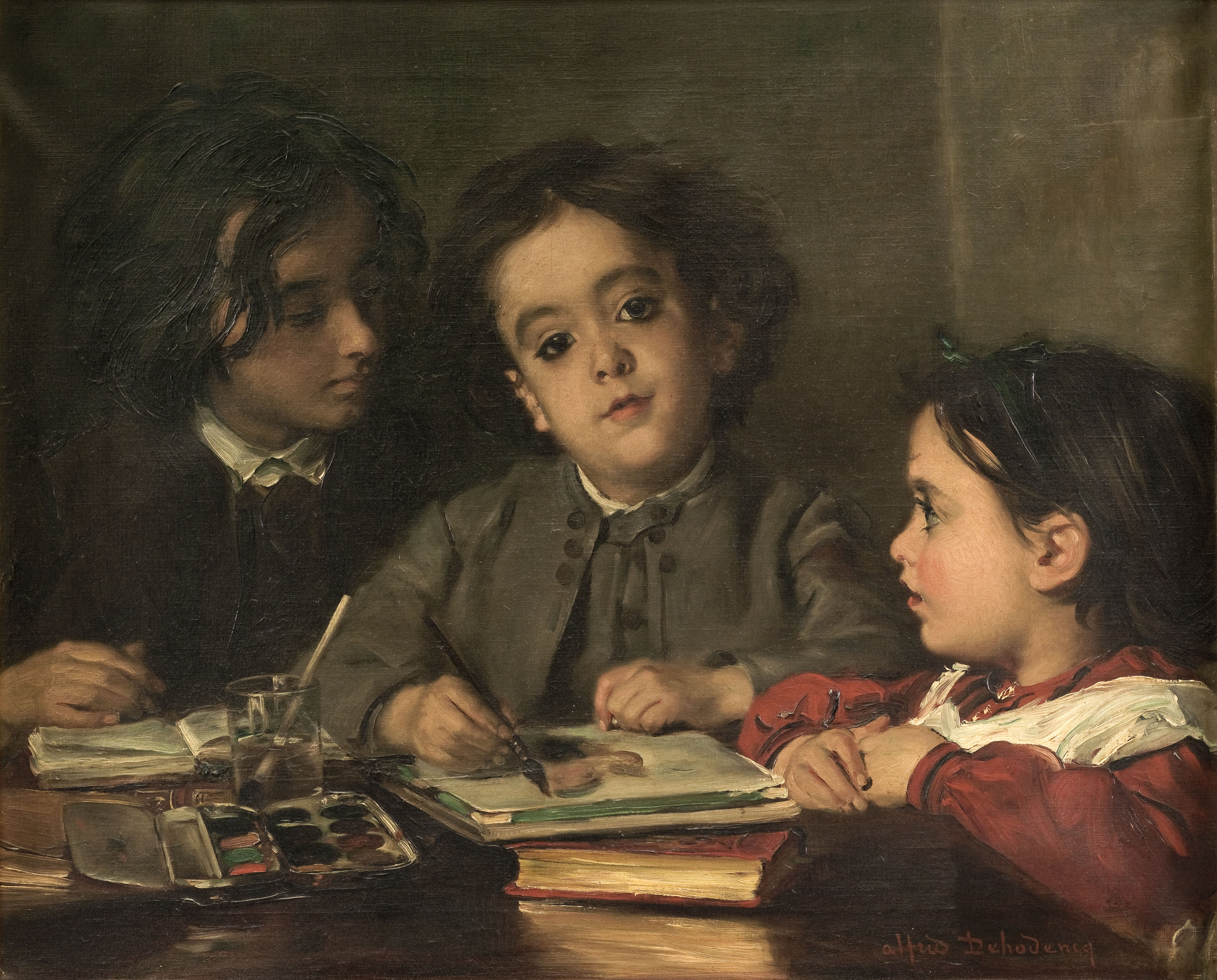
Альфред Деоданк. Діти за малюванням, 1872 р. Малий палац, Париж